# 索利尼莱塞唐
索利尼莱塞唐（法語：Soligny-les-Étangs，法語發音：[sɔliɲi le.z‿etɑ̃]）是法国奥布省的一个市镇，属于塞纳河畔诺让区。该

## 地理
索利尼莱塞唐（48°24'26"N, 3°30'36"E）面积15.94 平方千米，位于法国大東部大區奥布省，该省份为法国中北部省份，北起马恩省，西接塞纳-马恩省，西南至约讷省，东南至科多尔省，东临上马恩省。
与索利尼莱塞唐接壤的市镇（或旧市镇、城区）包括：阿旺莱马西伊、奥尔万河畔布伊、特赖内勒、特朗科。

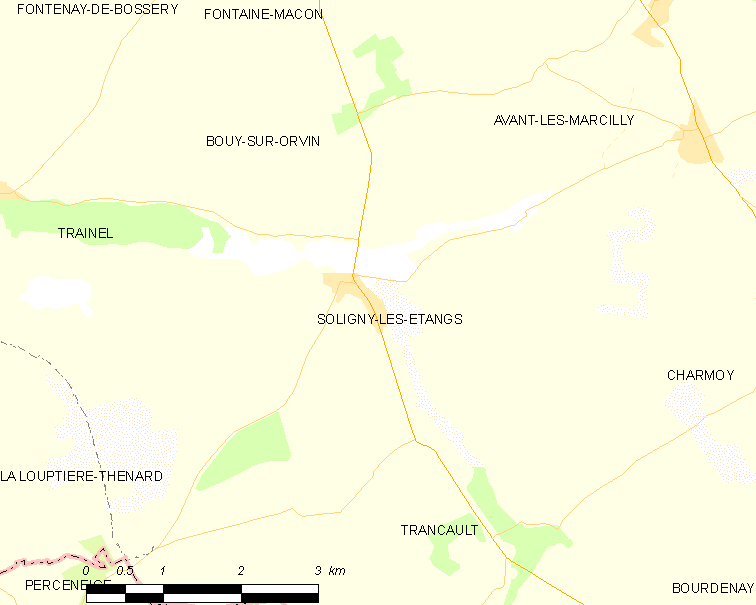
索利尼莱塞唐的OSM定位图

索利尼莱塞唐的时区为UTC+01:00、UTC+02:00（夏令时）。

## 行政
索利尼莱塞唐的邮政编码为10400，INSEE市镇编码为10370。

## 政治
索利尼莱塞唐所属的省级选区为塞纳河畔诺让县。

## 人口

1962-2008年间索利尼莱塞唐人口变化图示

索利尼莱塞唐于2022年1月1日时的人口数量为259人。